# Ли Бјунг Хун
Ли Бјунг Хун (хангул, кореј. 이병헌; ханча 李炳憲; латинизовано: ; Сеул, Јужна Кореја, 12. јул 1970) јужнокорејски је филмски глумац.